# Temporada 1992-93 de los Cleveland Cavaliers
La temporada 1992-93 fue la vigesimotercera de los Cleveland Cavaliers en la NBA. La temporada regular acabó con 54 victorias y 28 derrotas, ocupando el tercer puesto de la conferencia Este, clasificándose para los playoffs, en los que cayó en las finales de conferencia ante Chicago Bulls.

## Elecciones en elDraft
Los Cavs no tuvieron ninguna elección en el Draft de 1992.

## Temporada regular
| División Central      | División Central | División Central | División Central | División Central | División Central | División Central | División Central | División Central |
| Equipo                | G                | P                | %                | PD               | Casa             | Fuera            | Div              |                  |
| --------------------- | ---------------- | ---------------- | ---------------- | ---------------- | ---------------- | ---------------- | ---------------- | ---------------- |
| y-Chicago Bulls       | 57               | 25               | .695             | —                | 31–10            | 26–15            | 19–9             |                  |
| x-Cleveland Cavaliers | 54               | 28               | .659             | 3                | 35–6             | 19–22            | 22–6             |                  |
| x-Charlotte Hornets   | 44               | 38               | .537             | 13               | 22–19            | 22–19            | 12–16            |                  |
| x-Atlanta Hawks       | 43               | 39               | .524             | 14               | 25–16            | 18–23            | 12–16            |                  |
| x-Indiana Pacers      | 41               | 41               | .500             | 16               | 27–14            | 14–27            | 11–17            |                  |
| Detroit Pistons       | 40               | 42               | .488             | 17               | 28–13            | 12–29            | 12–16            |                  |
| Milwaukee Bucks       | 28               | 54               | .341             | 29               | 18–23            | 10–31            | 10–18            |                  |

## Playoffs

### Primera ronda
Cleveland Cavaliers  vs. New Jersey Nets
| Fecha       | Partido                                     | Ciudad          |
| ----------- | ------------------------------------------- | --------------- |
| 29 de abril | Cleveland Cavaliers 114, New Jersey Nets 98 | Cleveland       |
| 1 de mayo   | Cleveland Cavaliers 99, New Jersey Nets 101 | Cleveland       |
| 5 de mayo   | New Jersey Nets 84, Cleveland Cavaliers 93  | East Rutherford |
| 7 de mayo   | New Jersey Nets 96, Cleveland Cavaliers 79  | East Rutherford |
| 9 de mayo   | Cleveland Cavaliers 99, New Jersey Nets 89  | Cleveland       |
|             | Cleveland Cavaliers gana las series 3-2     |                 |

### Semifinales de Conferencia
Chicago Bulls  vs. Cleveland Cavaliers
| Fecha      | Partido                                    | Ciudad    |
| ---------- | ------------------------------------------ | --------- |
| 11 de mayo | Chicago Bulls 91, Cleveland Cavaliers 84   | Chicago   |
| 13 de mayo | Chicago Bulls 104, Cleveland Cavaliers 85  | Chicago   |
| 15 de mayo | Cleveland Cavaliers 90, Chicago Bulls 96   | Cleveland |
| 17 de mayo | Cleveland Cavaliers 101, Chicago Bulls 103 | Cleveland |
|            | Chicago Bulls gana las series 4-0          |           |

## Estadísticas

### Temporada regular
| Rk | Jugador          | Edad | P  | PT | MP   | TC  | TCI  | %TC  | T3  | T3I | %T3  | TL  | TLI | %TL   | RO  | RD  | RT   | AS  | RB  | TAP | BP  | FP  | PTS  |
| -- | ---------------- | ---- | -- | -- | ---- | --- | ---- | ---- | --- | --- | ---- | --- | --- | ----- | --- | --- | ---- | --- | --- | --- | --- | --- | ---- |
| 1  | Brad Daugherty   | 27   | 71 | 71 | 37.9 | 7.3 | 12.8 | .571 | 0.0 | 0.0 | .500 | 5.5 | 6.9 | .795  | 2.3 | 7.9 | 10.2 | 4.4 | 0.7 | 0.8 | 2.1 | 2.5 | 20.2 |
| 2  | Larry Nance      | 33   | 77 | 77 | 35.8 | 6.9 | 12.6 | .549 | 0.0 | 0.1 | .000 | 2.6 | 3.2 | .818  | 2.4 | 6.3 | 8.7  | 2.9 | 0.7 | 2.6 | 1.4 | 2.9 | 16.5 |
| 3  | Mark Price       | 28   | 75 | 74 | 31.7 | 6.4 | 13.1 | .484 | 1.6 | 3.9 | .416 | 3.9 | 4.1 | .948  | 0.5 | 2.2 | 2.7  | 8.0 | 1.2 | 0.1 | 2.6 | 1.4 | 18.2 |
| 4  | Craig Ehlo       | 31   | 82 | 73 | 31.2 | 4.7 | 9.6  | .490 | 1.1 | 3.0 | .381 | 1.0 | 1.5 | .717  | 1.4 | 3.5 | 4.9  | 3.1 | 1.3 | 0.3 | 1.5 | 2.1 | 11.6 |
| 5  | Hot Rod Williams | 30   | 67 | 13 | 30.7 | 3.9 | 8.4  | .470 | 0.0 | 0.0 |      | 3.2 | 4.4 | .716  | 1.9 | 4.3 | 6.2  | 2.3 | 0.7 | 1.6 | 1.7 | 2.6 | 11.0 |
| 6  | Gerald Wilkins   | 29   | 80 | 35 | 26.0 | 4.5 | 10.0 | .453 | 0.2 | 0.7 | .276 | 1.9 | 2.3 | .840  | 0.9 | 1.8 | 2.7  | 2.3 | 1.0 | 0.2 | 1.2 | 1.9 | 11.1 |
| 7  | Mike Sanders     | 32   | 53 | 51 | 22.4 | 3.7 | 7.5  | .497 | 0.0 | 0.1 | .250 | 1.1 | 1.5 | .756  | 1.0 | 2.2 | 3.2  | 1.4 | 0.7 | 0.6 | 1.1 | 2.8 | 8.6  |
| 8  | Terrell Brandon  | 22   | 82 | 8  | 19.8 | 3.6 | 7.6  | .478 | 0.2 | 0.5 | .310 | 1.4 | 1.7 | .825  | 0.5 | 1.7 | 2.2  | 3.7 | 1.0 | 0.3 | 1.3 | 1.5 | 8.8  |
| 9  | Danny Ferry      | 26   | 76 | 1  | 19.2 | 2.9 | 6.0  | .479 | 0.4 | 1.1 | .415 | 1.3 | 1.5 | .876  | 1.1 | 2.6 | 3.7  | 1.8 | 0.4 | 0.6 | 1.1 | 2.3 | 7.5  |
| 10 | John Battle      | 30   | 41 | 0  | 12.1 | 2.0 | 4.9  | .415 | 0.0 | 0.1 | .167 | 1.4 | 1.8 | .778  | 0.1 | 0.6 | 0.7  | 1.3 | 0.2 | 0.1 | 0.5 | 1.0 | 5.4  |
| 11 | Steve Kerr       | 27   | 5  | 0  | 8.2  | 1.0 | 2.0  | .500 | 0.0 | 0.4 | .000 | 0.4 | 0.4 | 1.000 | 0.0 | 1.4 | 1.4  | 2.2 | 0.4 | 0.0 | 0.4 | 0.4 | 2.4  |
| 12 | Jerome Lane      | 26   | 21 | 2  | 7.1  | 1.3 | 2.6  | .500 | 0.0 | 0.0 |      | 0.2 | 1.0 | .250  | 1.1 | 1.4 | 2.5  | 0.8 | 0.6 | 0.1 | 0.3 | 1.5 | 2.8  |
| 13 | Jay Guidinger    | 23   | 32 | 5  | 6.7  | 0.6 | 1.7  | .345 | 0.0 | 0.0 |      | 0.4 | 0.8 | .520  | 0.8 | 1.2 | 2.0  | 0.5 | 0.3 | 0.3 | 0.3 | 1.5 | 1.6  |
| 14 | Bobby Phills     | 23   | 31 | 0  | 4.5  | 1.2 | 2.6  | .463 | 0.1 | 0.2 | .400 | 0.5 | 0.8 | .600  | 0.2 | 0.4 | 0.5  | 0.3 | 0.3 | 0.1 | 0.6 | 0.6 | 3.0  |

### Playoffs
| Rk | Jugador          | Edad | P | PT | MP   | TC  | TCI  | %TC  | T3  | T3I | %T3  | TL  | TLI | %TL   | RO  | RD  | RT   | AS  | RB  | TAP | BP  | FP  | PTS  |
| -- | ---------------- | ---- | - | -- | ---- | --- | ---- | ---- | --- | --- | ---- | --- | --- | ----- | --- | --- | ---- | --- | --- | --- | --- | --- | ---- |
| 1  | Brad Daugherty   | 27   | 9 | 9  | 39.6 | 7.1 | 12.8 | .557 | 0.0 | 0.0 |      | 4.4 | 5.6 | .800  | 2.9 | 8.8 | 11.7 | 3.4 | 0.7 | 0.8 | 2.9 | 2.8 | 18.7 |
| 2  | Larry Nance      | 33   | 9 | 9  | 36.6 | 6.8 | 12.0 | .565 | 0.0 | 0.0 |      | 2.6 | 3.3 | .767  | 3.9 | 4.3 | 8.2  | 2.3 | 0.9 | 1.6 | 0.7 | 3.7 | 16.1 |
| 3  | Craig Ehlo       | 31   | 9 | 9  | 32.1 | 4.2 | 10.1 | .418 | 1.1 | 2.9 | .385 | 1.3 | 1.7 | .800  | 1.1 | 2.3 | 3.4  | 2.8 | 1.3 | 0.4 | 1.9 | 2.1 | 10.9 |
| 4  | Mark Price       | 28   | 9 | 9  | 32.0 | 4.8 | 10.8 | .443 | 0.9 | 2.9 | .308 | 2.6 | 2.7 | .958  | 0.1 | 2.0 | 2.1  | 6.1 | 1.7 | 0.0 | 3.7 | 1.4 | 13.0 |
| 5  | Hot Rod Williams | 30   | 9 | 0  | 26.3 | 3.3 | 8.3  | .400 | 0.0 | 0.0 |      | 2.3 | 3.1 | .750  | 1.3 | 3.2 | 4.6  | 1.9 | 0.6 | 1.6 | 1.2 | 2.9 | 9.0  |
| 6  | Gerald Wilkins   | 29   | 9 | 2  | 26.2 | 4.2 | 9.7  | .437 | 0.4 | 1.3 | .333 | 1.4 | 1.9 | .765  | 0.7 | 1.1 | 1.8  | 2.7 | 1.0 | 0.2 | 1.2 | 1.8 | 10.3 |
| 7  | Mike Sanders     | 32   | 8 | 7  | 18.1 | 2.5 | 6.0  | .417 | 0.0 | 0.3 | .000 | 0.8 | 1.3 | .600  | 1.0 | 1.3 | 2.3  | 1.3 | 1.0 | 0.1 | 0.4 | 2.1 | 5.8  |
| 8  | Terrell Brandon  | 22   | 8 | 0  | 16.5 | 2.5 | 5.8  | .435 | 0.3 | 0.6 | .400 | 1.1 | 1.1 | 1.000 | 0.5 | 1.6 | 2.1  | 2.1 | 0.9 | 0.4 | 1.8 | 0.8 | 6.4  |
| 9  | Danny Ferry      | 26   | 8 | 0  | 14.8 | 1.6 | 4.3  | .382 | 0.5 | 1.1 | .444 | 1.1 | 1.3 | .900  | 0.5 | 2.6 | 3.1  | 1.8 | 0.5 | 0.4 | 0.9 | 1.8 | 4.9  |
| 10 | John Battle      | 30   | 1 | 0  | 6.0  | 0.0 | 1.0  | .000 | 0.0 | 0.0 |      | 0.0 | 0.0 |       | 0.0 | 1.0 | 1.0  | 1.0 | 0.0 | 0.0 | 2.0 | 2.0 | 0.0  |
| 11 | Bobby Phills     | 23   | 2 | 0  | 4.5  | 0.5 | 1.5  | .333 | 0.0 | 0.0 |      | 1.0 | 1.0 | 1.000 | 0.0 | 0.0 | 0.0  | 0.0 | 0.0 | 0.0 | 0.5 | 0.0 | 2.0  |
| 12 | Jay Guidinger    | 23   | 4 | 0  | 3.8  | 0.3 | 0.8  | .333 | 0.0 | 0.0 |      | 0.0 | 0.5 | .000  | 0.3 | 0.0 | 0.3  | 0.0 | 0.0 | 0.3 | 0.5 | 0.3 | 0.5  |

## Galardones y récords
| Jugador        | Galardón                                        |
| Mark Price     | Mejor quinteto de la NBA All-Star               |
| Larry Nance    | 2.º Mejor quinteto defensivo de la NBA All-Star |
| Brad Daugherty | All-Star                                        |